# Mohd Nor Farhan Muhammad
Mohd Nor Farhan Muhammad (ur. 19 grudnia 1984 w Terengganu) – piłkarz malezyjski grający na pozycji ofensywnego pomocnika.

## Kariera klubowa
Karierę piłkarską Nor Farhan rozpoczął w klubie Terengganu FA. W 2005 roku zadebiutował w jego barwach w pierwszej lidze malezyjskiej. W Terengganu grał do końca sezonu 2007/2008. Na początku 2009 roku zmienił klub i odszedł z Terengganu do Kelantanu FA. W 2009 roku wystąpił w finałach Pucharu Malezji i Pucharu Malezyjskiej Federacji Piłkarskiej.

## Kariera reprezentacyjna
W reprezentacji Malezji Nor Farhan zadebiutował w 2002 roku. W 2007 roku został powołany do kadry na Puchar Azji 2007. Tam rozegrał 2 spotkania: z Uzbekistanem (0:5) i z Iranem (0:2).